# 미노와역
미노와역(일본어: 三ノ輪駅 미노와에키[*])은 도쿄도 다이토구에 있는 철도역이다.

## 역 구조
상대식 승강장 2면 2선의 지하역. 미나미센주 방면에 터널 갱구가 있어 겨울철 승강장 기온은 바깥 온도와 거의 변하지 않는다.
1a, 1b번 출입구의 개찰구와 지상과의 사이에는 엘리베이터가 설치되어 있다. 지상부는 역전의 아파트에 직결된다. 2번 출입구의 개찰구와 지상과의 사이를 잇는 엘리베이터도 설치 공사가 끝난 2012년 6월 30일부터 사용할 수 있게 됐다.

### 승강장
| 1 | 히비야 선 | 우에노・긴자・나카메구로 방면 |
| 2 | 히비야 선 | 기타센주・도부 동물공원 방면  |

## 역세권 정보
- 국도 제4호선
- 도쿄 도 교통국 노면전차 아라카와 선 미노와바시 역 (도보 거리)
- 야마야
- 요시와라

## 역사
- 1961년 3월 28일: 영업 개시.
- 2004년 4월 1일: 도쿄 지하철로 민영화.
- 2020년 6월 6일: 도라노몬 힐스 역이 영업을 개시함에 따라 히비야 선의 역 번호를 H 19에서 H 20으로 변경.

## 인접역
| 도쿄 메트로 2호선           | 도쿄 메트로 2호선 | 도쿄 메트로 2호선             |
| --------------------------- | ----------------- | ----------------------------- |
| H 19 이리야 나카메구로 방면 | 히비야 선         | 미나미센주 H 21 기타센주 방면 |